# Babeffita
La babeffita es un mineral de la clase de los minerales fosfatos. Fue descubierta en 1966 en minas de la república de Buriatia en los montes de Transbaikalia (Rusia), siendo nombrada así en alusión a su composición química, conteniendo bario, berilio, flúor y fósforo. Sinónimos poco usados son: babefphita, babepfita y su clave IMA1966-003.

## Características químicas
Es un fosfato anhidro de bario y berilio con aniones adicionales fluoruro.

## Formación y yacimientos
Se forma en directamente en depósitos aluviales sobre minerales de metales raros, asociado a intrusiones alcalinas.
Suele encontrarse asociado a otros minerales como: zircón, ilmenorrutilo, fenaquita, scheelita, bertrandita, albita, microclina o cuarzo.